# Michèle Pierre-Louis
Michèle Duvivier Pierre-Louis ( 5 de outubro de 1947) é uma política Haitiana que foi Primeira-ministra do Haiti de setembro de 2008 a novembro de 2009. Ela foi a segunda primeira-ministra mulher do Haiti, após Claudette Werleigh, que ocupou o posto de 1995 a 1996.
Pierre-Louis foi a Diretora Executiva da Knowledge and Freedom Foundation (FOKAL), uma ONG financiada por George Soros, desde 1995. Em junho de 2008 ela foi nomeada Primeira-ministra pelo Presidente René Préval, após os dois nomes previamente indicados por ele terem sido recusados pela Câmara de Deputados. Sua nomeação foi aprovada pela Câmara em 17 de julho de 2008, com 61 votos a favor, 1 contra e 20 abstenções. Isto foi aprovado pelo Senado em 31 de julho, com 12 votos a favor, 5 abstenções e nenhum contra. Seu programa político e de governo ainda deveriam ser aprovados pela Câmara de Deputados e pelo Senado. 
Préval anunciou a composição de um novo governo em 25 de agosto; além de Pierre-Louis, havia 17 ministros, sete dos quais continuaram do antigo governo de Jacques-Édouard Alexis. Pierre-Louis foi apontada como Ministra da Justiça e Segurança Pública, além dos serviços como Primeira-ministra. O governo deveria ter início em 26 de agosto, mas foi adiado devido ao impacto do Furacão Gustav.
O programa político e o de governo de Pierre-Louis foram aprovados pela Câmara dos Deputados e, subsequentemente, pelo Senado em 5 de setembro de 2008, após negociações extensas. 16 votos eram necessários no Senado; ela recebeu apenas 15 na primeira votação, mas em uma segunda votação realizada um pouco depois ela ganhou o voto adicional necessário. Não houve votos contra, mas um senador se absteve. Essa votação ocorreu enquanto o Haiti estava destroçado sob os efeitos do Furacão Hanna e do Furacão Ike, o que representou um grande desafio para Pierre-Louis e seu governo.
A publicação semanal britânica de notícias e assuntos internacionais, The Economist, referiu-se à Sra. Pierre-Louis em sua publicação "The World in Figures 2010", escrevendo:

Há muito conhecido como a nação mais pobre do Ocidente, o Haiti tem pulado de uma crise para outra desde os anos de Duvalier. Mas com sua nova Primeira-ministra,  Michèle Pierre-Louis, o país tem uma oportunidade de obter ganhos substanciais e sustentáveis tanto na economia quanto na política. Seus feitos domésticos já são consideráveis, trazendo por trás de si uma coalizão diversa e desfazendo uma oposição determinada. Internacionalmente, ela tem trabalhado bem com líderes mundiais e ganhou alguns amigos influentes, incluindo Bill Clinton, ex-presidente dos EUA. A ternura da Sra. Pierre-Louis, cujo cunhado ativista social foi assassinado em 1998, pode marcar consideravelmente um ponto de virada na longa batalha do país contra a extrema pobreza, confrontos sangrentos e injustiça social 
article.
Na sequência do Sismo do Haiti de 2010 Pierre-Louis escreveu um bilhete para o Huffington Post descrevendo sua visão para um plano de três fases para a comunidade: resgate, recuperação e reconstrução.